# ノーヴイ国際音楽コンクール
ノーヴイ国際音楽コンクール（ノーヴイこくさいおんがくコンクール）は、京都にて開催されるクラシック音楽のコンクール。

2000年より毎年開催されている。演奏家教育推進理事会が主催し、京都府、京都府教育委員会、京都市、城陽市のほか在大阪ロシア連邦総領事館、河合楽器製作所、新聞社などが後援する。

## 特徴
国籍、年令、学歴、環境の一切の制限なく常に音楽に対して進歩的かつ
活動的な者に対して公正に評価し賞を与えていくコンクールである。

## 応募資格
不問

## カテゴリ
ピアノ 小学生・中学生・高校生・一般

連弾　ピアノ１台４手

声楽　高校生・一般

邦楽・伝統楽器 　ソロ・アンサンブル